# Julius Hoffensberg
Julius Hoffensberg (20. juli 1828 i København – 28. marts 1895 i Ordrup) var en dansk industridrivende.
Han var født i København, hvor hans far, Frantz Hoffensberg (1804-1849), var litograf. Moderen var født Møller. Efter at være uddannet som typograf i W. Laubs Bogtrykkeri i Nykøbing Falster gjorde han i nogle år tjeneste som assistent i Krigsministeriet og overtog derefter i 1855 en afdød broders litografiske etablissement, fra hvilket der nu efterhånden udgik en række fortræffelige blade. 1870 var han en tid sammen med N.K. Strøyberg ejer af Silkeborg Papirfabrik og stiftede 1874 et stort grafisk firma, «Hoffensberg, Jespersen & Trap», der foruden hans eget etablissement overtog Em. Bærentzen & Co.s lithografiske Institut, G.S. Wibes Bogtrykkeri og Otto Schwartz' Efterfølgers (E. Jespersens) Boghandel. Fra 1878 var firmaets navn «Hoffensberg & Fr. Trap» og det blev to år senere kendt som Det Hoffensbergske Etablissement. Hoffensberg stod i spidsen for denne betydelige virksomhed indtil 1888, da han på grund af øjensvaghed trak sig tilbage. 1893 blev han udnævnt til etatsråd. Firmaet eksisterede indtil 1972, hvor det trådte i likvidation.
Hoffensberg blev gift 1. gang 8. februar 1861 i Vor Frue Kirke med Emilie Mathilde Barbara Fahrner (18. maj 1836 i København – 30. oktober 1871 i Ordrup), datter af skræddermester, senere ejer af Bavnegård i Gentofte Michael Fahrner (ca. 1805-1855) og Maria Catharina Hansen (ca. 1795-1865). Gift 2. gang 19. november 1872 i Kastelskirken med Emma Josephine Margrethe Withusen (26. februar 1835 i Gentofte – 9. maj 1926 i København), datter af proprietær Peter Nielsen Withusen (Berring) til Rygård i Hellerup (ca. 1806-1847) og Emilie Jacobine Klepser (ca. 1811-1895).
Hoffensberg døde 28. marts 1895 i Ordrup og er begravet på Gentofte Kirkegård.
Han er gengivet i et litografi fra ca. 1860 og i et fotografi af Peter Most.